# 懷內特鎮區 (明尼蘇達州伊善提縣)
懷內特鎮區（英語：Wyanett Township）是位於美國明尼蘇達州伊善提縣的一個行政鎮區。

## 地方資料
懷內特鎮區的面積為92.47平方千米，當中陸地面積為85.69平方千米，而水域面積為6.78平方千米。根據2020年美國人口普查的數據，當地共有人口1755人，而人口密度為每平方千米18.98人。